# Chiesa di Santa Maria degli Angeli (Bortigali)
La chiesa di Santa Maria degli Angeli è un edificio religioso che si trova a Bortigali. Edificata e consacrata al culto cattolico è sede dell'omonima parrocchia e fa parte della diocesi di Alghero-Bosa.

## Descrizione
È ubicata al centro del paese e si affaccia su una suggestiva piazzetta, che è impreziosita anche dalla presenza della chiesa del Rosario e dell’ingresso al vialetto che porta alla contigua chiesa di San Palmerio.
L'edificio, realizzato in trachite locale dalle tonalità rosso-rosate, risale ai primi decenni del XVI secolo e, nonostante successivi interventi di ristrutturazione, conserva ancora le forme tardo-gotiche tipiche delle chiese del nord Sardegna dell’epoca.
L’interno presenta una navata unica divisa in cinque campate, con quattro cappelle per lato e altri due ambienti occupati dalla torre campanaria e dalla scala di accesso alla cantoria. La volta, a botte spezzata, venne rifatta negli anni settanta del ‘600, come attestano i registri parrocchiali. Nel presbiterio, rialzato rispetto al pavimento dell’aula, sono esposti quattro pannelli residui di uno smembrato Retablo, databile intorno alla prima metà del ‘500 e opera, a detta degli studiosi, del cosiddetto Maestro di Ozieri e della sua bottega. I quattro quadri rappresentano l’Annunciazione, la Natività, l’Adorazione dei Magi e l’Assunzione, e richiamano il Rinascimento italiano, la scuola fiamminga e le stampe del tedesco Durer.
La facciata è a cuspide, con un prospetto semplice arricchito da un bel portale timpanato che presenta molti degli elementi che si ritrovano nei portali delle case del centro storico. Il campanile a canna quadrata, diviso in tre ordini da cornici marcapiano e sovrastato da una guglia piramidale ornata da gattoni, si addossa al fianco destro della facciata.

## Galleria d'immagini

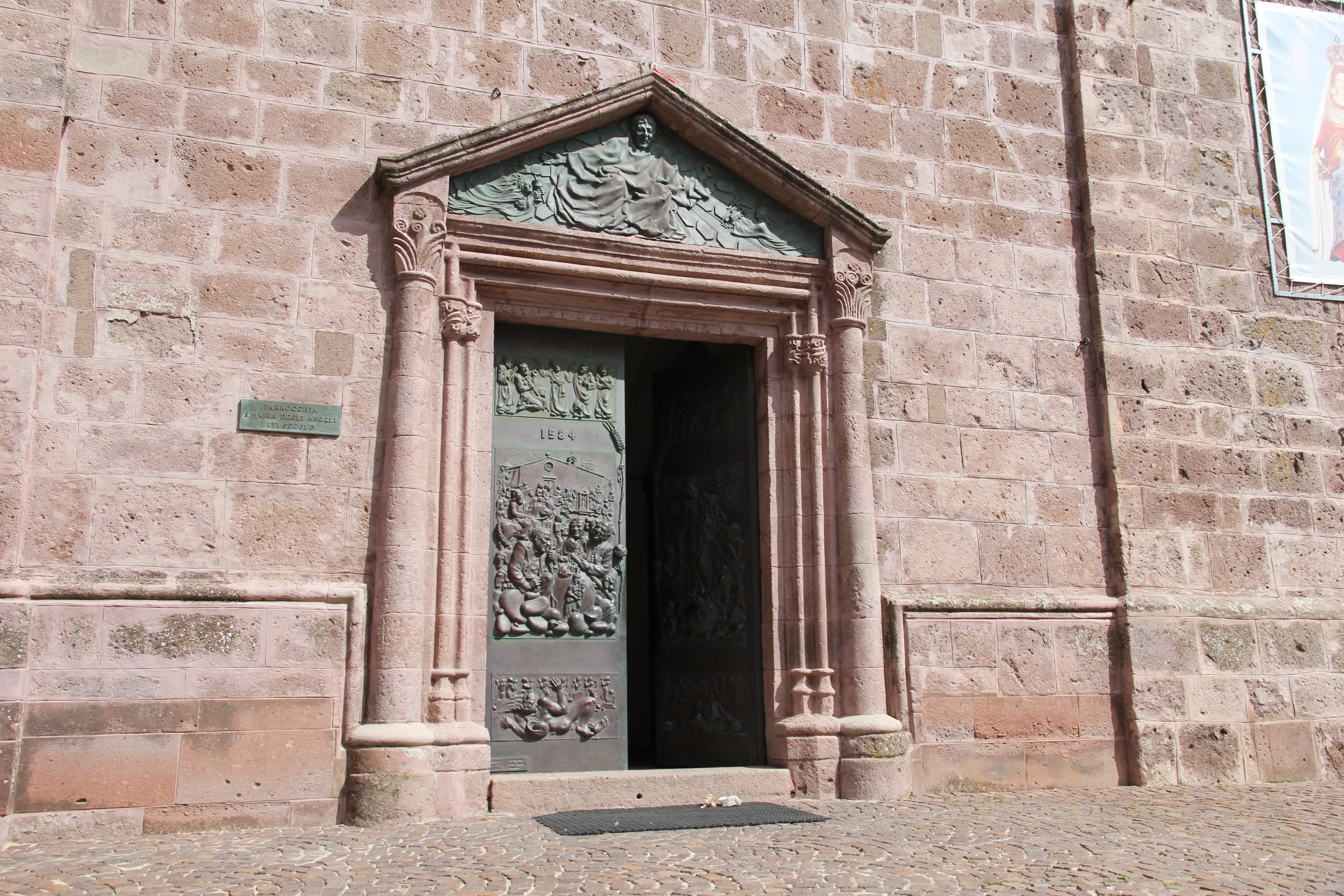
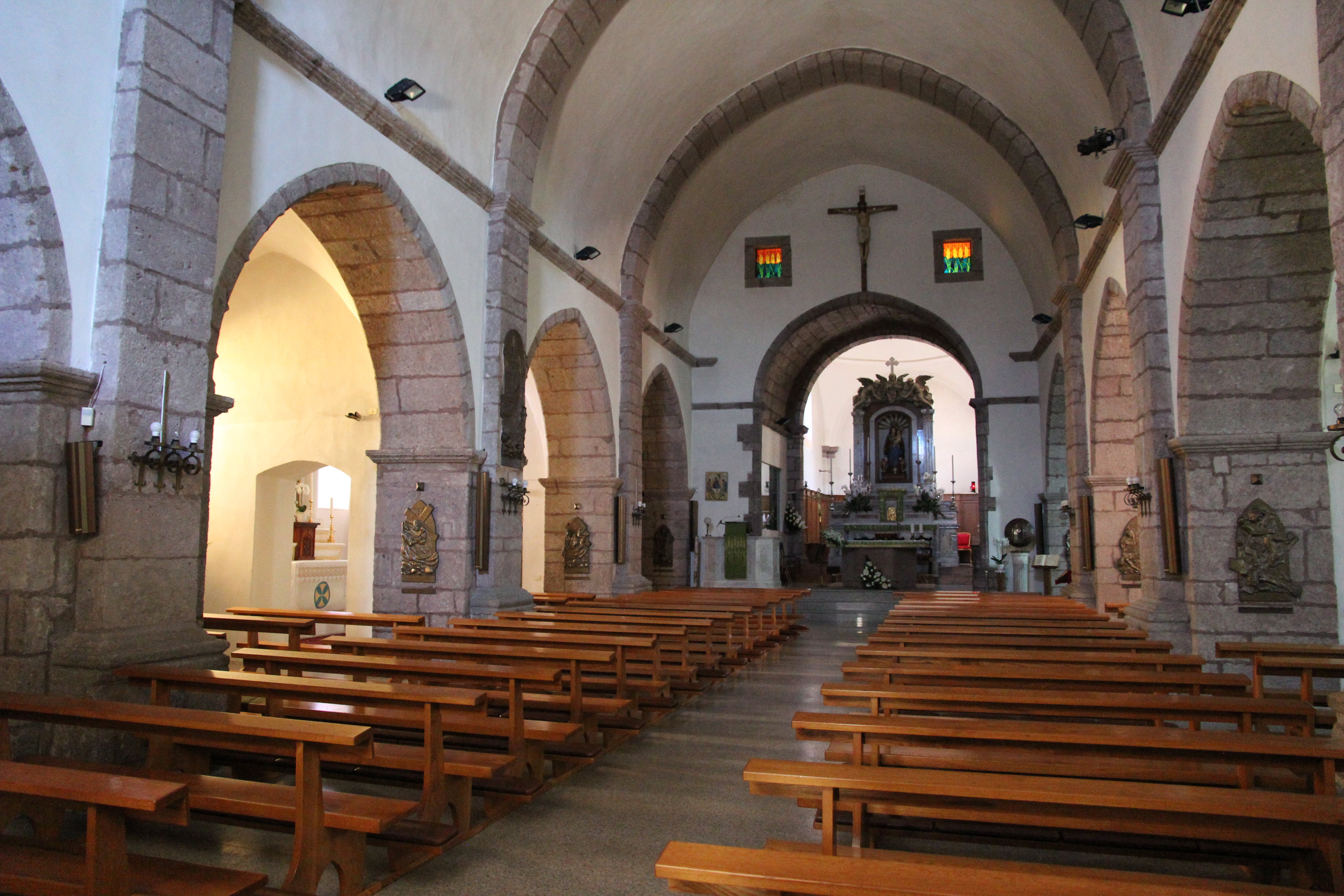
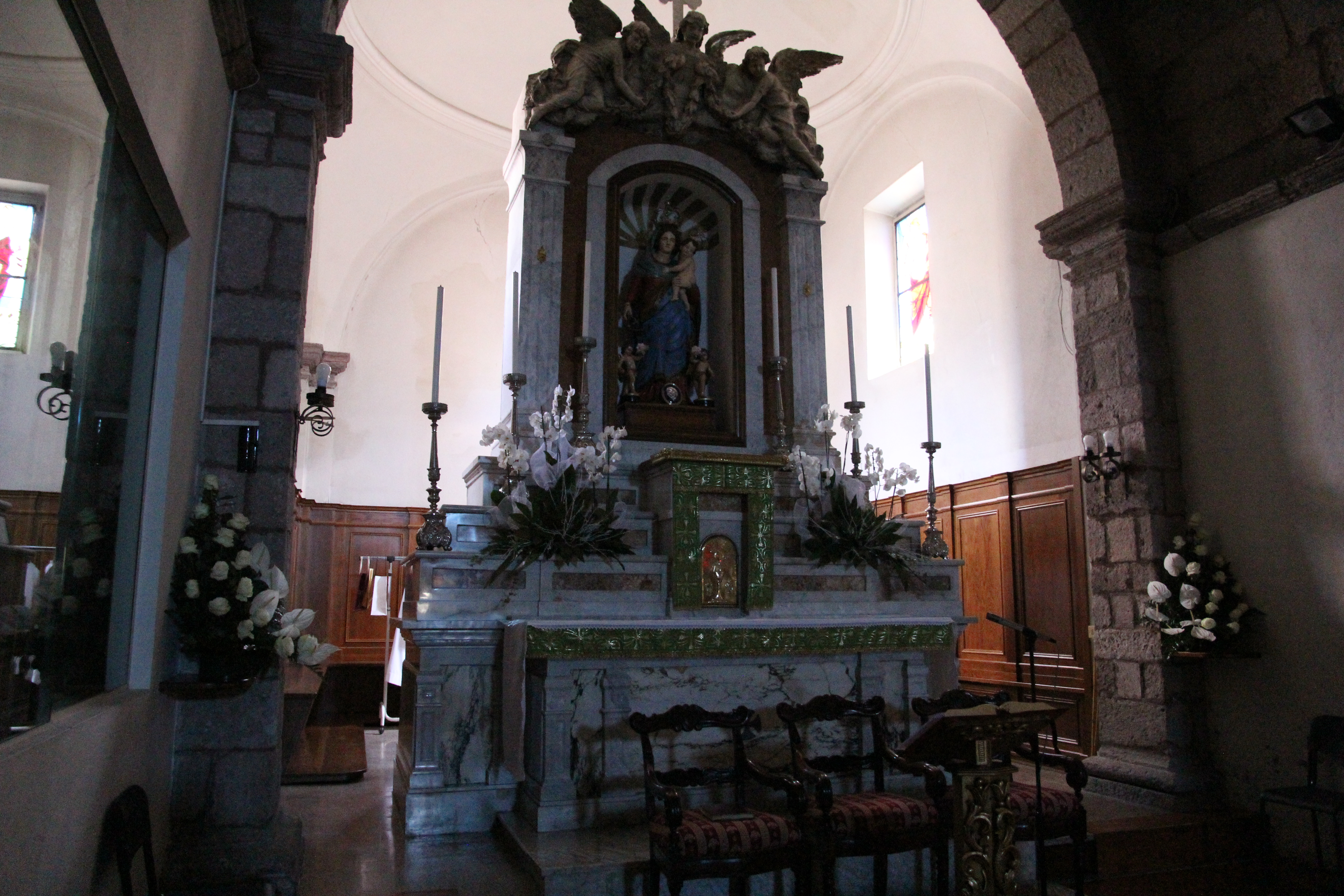
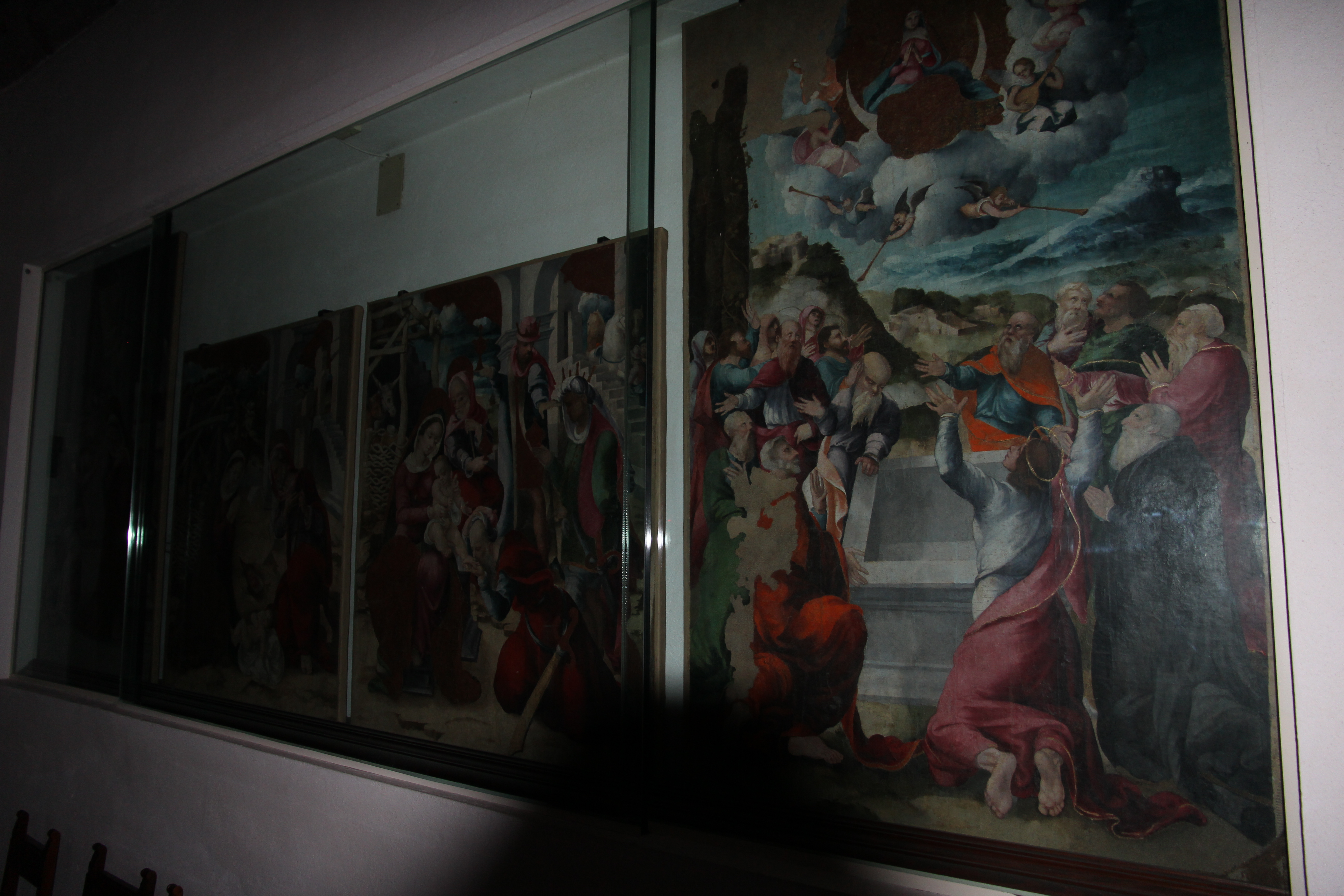